# Brycon orthotaenia
Brycon orthotaenia är en fiskart som beskrevs av Günther, 1864. Brycon orthotaenia ingår i släktet Brycon och familjen Characidae. IUCN kategoriserar arten globalt som sårbar. Inga underarter finns listade.